# 特里奈
特里奈（法語：Trinay，法語發音：[tʁinɛ]）是法国卢瓦雷省的一个市镇，位于该省西北部，属于奥尔良区。

## 地理
特里奈（48°5'8"N, 1°57'13"E）面积17.22 平方千米，位于法国中央-卢瓦尔河谷大区卢瓦雷省，该省份为法国中北部省份，北起埃松省，西北接厄尔-卢瓦省，西南接卢瓦-谢尔省，南至涅夫勒省和谢尔省，东临约讷省，东北接塞纳-马恩省。
与特里奈接壤的市镇（或旧市镇、城区）包括：阿尔特奈、阿谢尔勒马谢、比西勒鲁瓦、吕昂、圣利耶拉福雷、维勒罗。

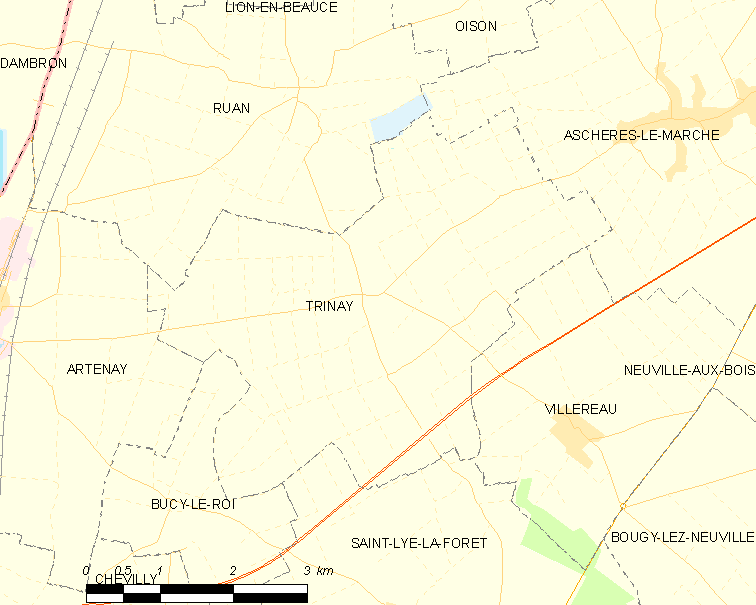
特里奈的OSM定位图

特里奈的时区为UTC+01:00、UTC+02:00（夏令时）。

## 行政
特里奈的邮政编码为45410，INSEE市镇编码为45330。

## 政治
特里奈所属的省级选区为卢瓦尔河畔默恩县。

## 人口

1962-2008年间特里奈人口变化图示

特里奈于2022年1月1日时的人口数量为210人。